# Sebastiano Siviglia

Sebastiano Siviglia (Palizzi, 29 de março de 1973) é um futebolista italiano que atualmente joga na Lazio.